# Yumi Matsuzawa
Yumi Matsuzawa, 松澤 由美, (Saitama, Prefectura de Saitama, 29 de marzo de 1974) es una cantante japonesa. Es conocida por su álbum debut «You Get to Burning», el tema de apertura de la serie Martian Successor Nadesico, así como la versión adaptada al cine de la  canción «Dearest». Forma parte del jurado en el Animax Anison Grand Prix, junto a Ichirō Mizuki y Mitsuko Horie.

## Carrera
Yumi Matsuzawa, nacida el 29 de marzo de 1974 en la prefectura de Saitama, es una cantante japonesa de «Anison» (anime song). En octubre de 1996, debuta con el tema de apertura de la serie de animación Martian Successor Nadesico, titulado «You Get To Burning». Serie en donde también dio voz a uno de los personajes.
En 1998 interpreta el tema de cierre de la película de Martian Successor Nadesico, titulada «Dearest».
En agosto de 1997 lanza al mercado tres sencillos y se le empiezan a ofrecer partes en colaboraciones con otros artistas.
En el año 2000 participa en una serie llamada Gate Keepers, en donde interpreta el tema principal de la serie, llamado «Asu no Egao no Tame ni».
En el año 2003, se estrena el anime Saint Seiya Hades: Capítulo del Santuario, en donde Yumi Matsuzawa interpreta el tema de apertura llamado «Chikyuugi», tema que fue muy bien recibido y se convirtió rápidamente en uno de sus temas más conocidos. Igualmente interpretó el tema de cierre de la serie, titulado «Kimi to Onaji Aozora».
En el año 2006 se estrena la continuación de dicha serie, Saint Seiya Hades: Capítulo del Infierno, en donde Yumi Matsuzawa interpretó el tema de cierre de la serie, «Takusu-Mono-He My Dear».
En el 2007, lanza su álbum recopilatorio con lo mejor de su discografía, conmemorando el 10.º aniversario de su debut .       
Su canción «Chikyuugi» es el primer opening de Hades (Saint Seiya) de su álbum «Ashiato» del 2007.       
Su carrera artística está lleno de reconocimientos en el mundo del pop japonés y el anime, e incluso forma parte del jurado del Animax Anison Prix, un concurso japonés sobre música de anime, junto los cantantes Ichiro Mizuki y Mitsuko Horie.

## Lucha contra el Cáncer
El 4 de noviembre de 2018 reveló en su blog personal que se había sometido a una mastectomía dos años antes, debido a un cáncer de mama. Posteriormente mencionó que se había practicado una reconstrucción mamaria.

## Vida personal
Contrajo nupcias el 5 de noviembre de 2009 y dio a luz a su primera hija en mayo de 2010. El 22 de junio de 2012 nació su segunda hija. El 30 de diciembre de 2013 dio a luz a su tercer hijo, un varón.